# Jarosław Kalinowski

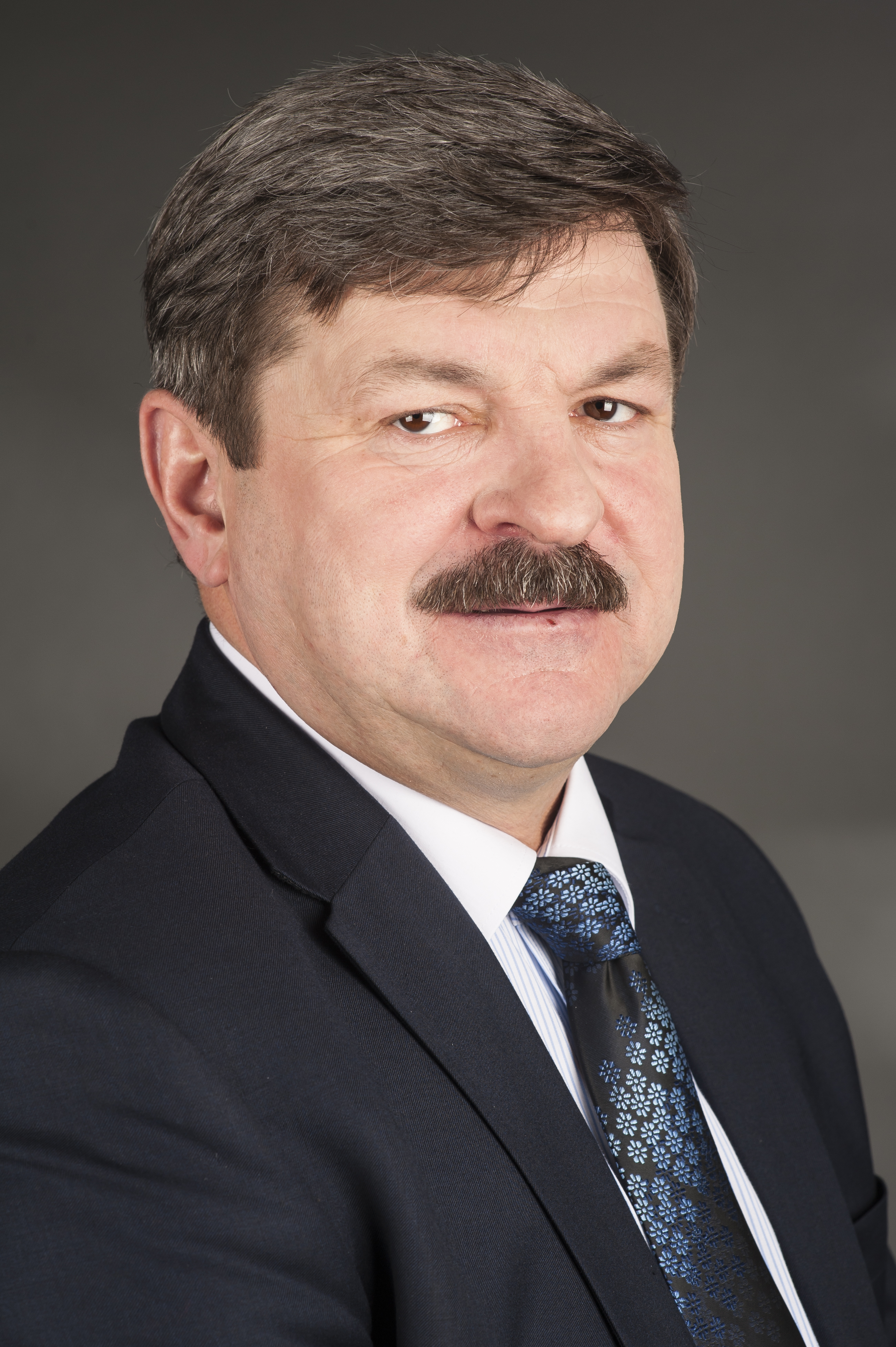
Jarosław Kalinowski (2014)

Jarosław Kalinowski anhörenⓘ (* 12. April 1962 in Wyszków) ist ein polnischer Politiker der PSL. Er gehörte von 1993 bis 2009 dem Sejm in dessen II., III., IV., V. und VI. Wahlperiode an. Anschließend war er bis 2024 Mitglied des Europaparlaments. 1997 und von 2001 bis 2003 war er polnischer Landwirtschaftsminister. Von 1997 bis 2004 war zudem Parteivorsitzender der PSL.

## Leben und Beruf
Kalinowski studierte Zootechnik an der Hochschule für Landwirtschaft Warschau und arbeitete anschließend als Viehzüchter. 1981 schloss er sich der Vereinigung dem Landjugendverband Związek Młodzieży Wiejskiej an.
Jarosław Kalinowski ist mit der Lehrerin Aleksandra Kalinowska verheiratet. Das Ehepaar hat drei Söhne und zwei Töchter.

## Politik
Kalinowski schloss sich 1989 der Polskie Stronnictwo Ludowe „Odrodzenie“ an, die sich 1990 mit anderen kleineren Gruppierungen ähnlicher Ausrichtung zur heutigen Polskie Stronnictwo Ludowe (PSL) zusammenschloss. 1990 bis 1997 war er Wójt (Gemeindevorsteher) der Gemeinde Somianka in Powiat Wyszkowski und ist jetzt dort Ehrengemeindevorsteher.
Bei der Parlamentswahl 1993 wurde Kalinowski erstmals in den Sejm gewählt. Nach Wiederwahlen 1997, 2001, 2005 und 2007 war er ununterbrochen fast sechzehn Jahre lang Abgeordneter. Zwischen dem 25. April und dem 31. Oktober 1997 war er stellvertretender Ministerpräsident und Landwirtschaftsminister im Kabinett Cimoszewicz. Nach dem schlechten Ergebnis der PSL bei der Sejmwahl 1997, die Partei verlor mehr als die Hälfte ihrer Stimmen und 80 % ihrer Sitze, wurde er am 11. Oktober des Jahres zum Nachfolger von Waldemar Pawlak als Parteivorsitzender der PSL gewählt und blieb auf diesem Posten bis zum 16. März 2004, als er gegen Janusz Wojciechowski die Wahl verlor. Erneut als Landwirtschaftsminister und stellvertretender Ministerpräsident im Kabinett Miller diente er ab 19. Oktober 2001 bis zum 3. März 2003. Bei den Präsidentschaftswahlen 2000 und 2005 war er jeweils der Kandidat der PSL. Dabei erreichte er 2000 5,95 % und 2005 1,80 % der Stimmen und verpasste damit jeweils den zweiten Wahlgang.
Am 26. Oktober 2005 wurde Kalinowski zum stellvertretenden Sejmmarschall (Präsidenten der Abgeordnetenkammer) gewählt. Nach der vorzeitigen Parlamentsauflösung und Neuwahlen wurde er 2007 erneut zum stellvertretenden Sejmmarschall gewählt. Er legte sein Abgeordnetenmandat am 10. Juni 2009 nieder, nachdem er ins Europäische Parlament gewählt worden war.
Seit der Europawahl 2009 war Kalinowski EU-Parlamentarier der Fraktion der Europäischen Volkspartei (Christdemokraten). Er war Mitglied im Ausschuss für Landwirtschaft und ländliche Entwicklung und in der Delegation in den Ausschüssen für parlamentarische Kooperation EU-Kasachstan, EU-Kirgisistan, EU-Usbekistan und EU-Tadschikistan sowie für die Beziehungen zu Turkmenistan und der Mongolei. Außerdem war er Stellvertreter in der Delegation für den Parlamentarischen Stabilitäts- und Assoziationsausschuss EU-Serbien. Bei der Europawahl 2024 bewarb er sich nicht erneut um ein Mandat.